# Zli Dol
Zli Dol (cyr. Зли Дол) – wieś w Serbii, w okręgu pczyńskim, w gminie Bosilegrad. W 2011 roku liczyła 129 mieszkańców.